# Document Records
Document Records is een Brits platenlabel dat gespecialiseerd is in het uitbrengen van vroege Amerikaanse blues, bluegrass, gospel, spirituals, jazz, boogie-woogie en andere Amerikaanse genres die tot de roots-muziek worden gerekend, meestal gemaakt tussen 1900 en 1945. Het label werd oorspronkelijk in 1986 opgericht door Johnny Parth in Oostenrijk en is sinds 2000 gevestigd in Newton Stewart, Schotland.
Document heeft onder meer de exclusieve rechten op een groot deel van niet eerder uitgebrachte muziek en ander audio-materiaal (bijvoorbeeld toespraken van politici) van de Edison Company uit de periode 1914-1929. Het gaat hier om 360 uur materiaal.

## Artiesten (selectie)
- Kid Ory
- Jimmy Yancey
- Albert Ammons
- Blind Willie McTell
- Curley Weaver
- Bunk Johnson
- Lonnie Johnson
- Ikey Robinson
- Washboard Sam
- Charley Jordan
- Monkey Joe
- Memphis Minnie